# Nova Zagora (obchtina)
Nova Zagora (bulgare : Нова Загора) est une obchtina de l'oblast de Sliven en Bulgarie.